# Susan Helms

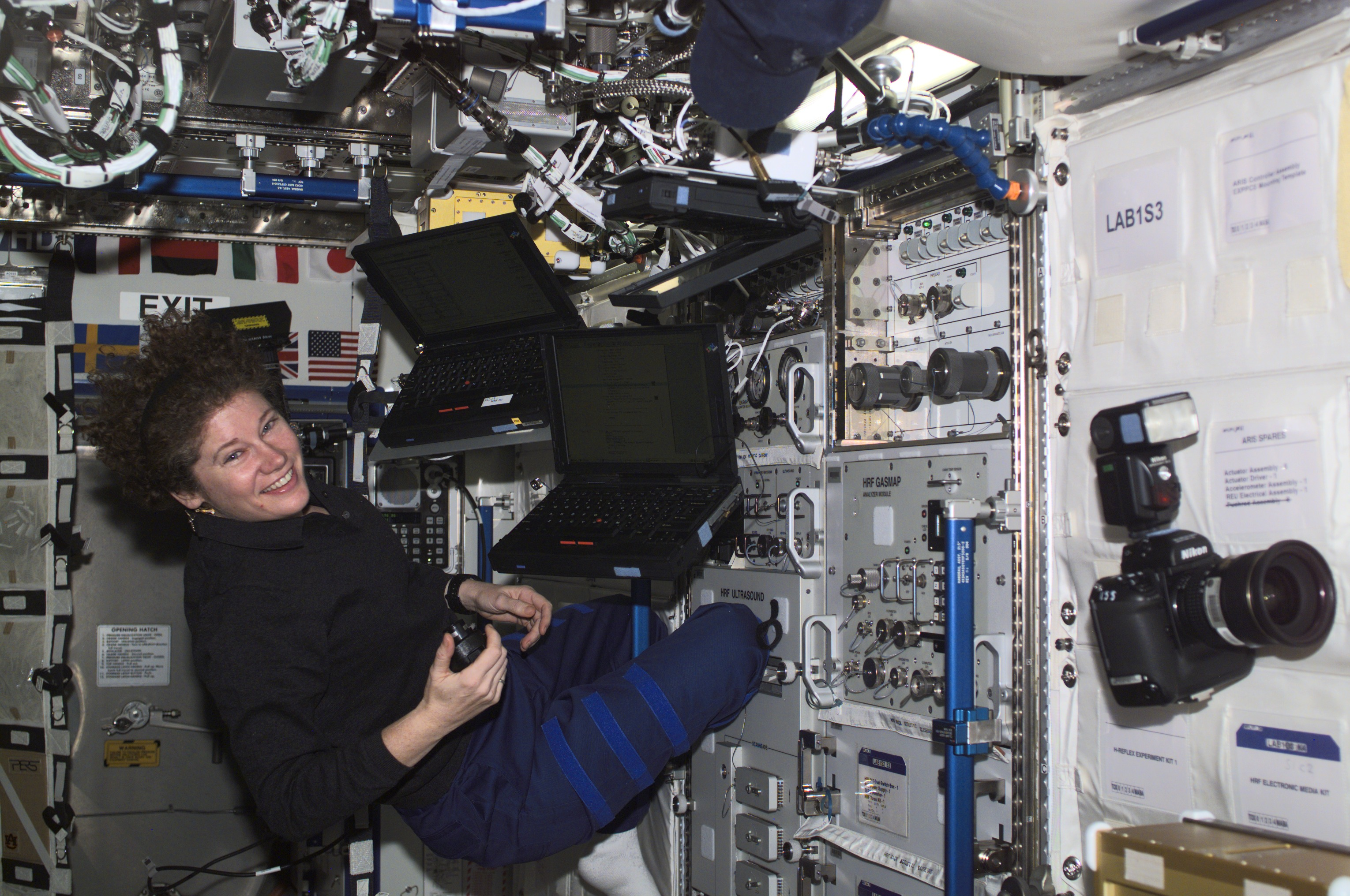
Ekspedycja 2 – Susan Helms na ISS

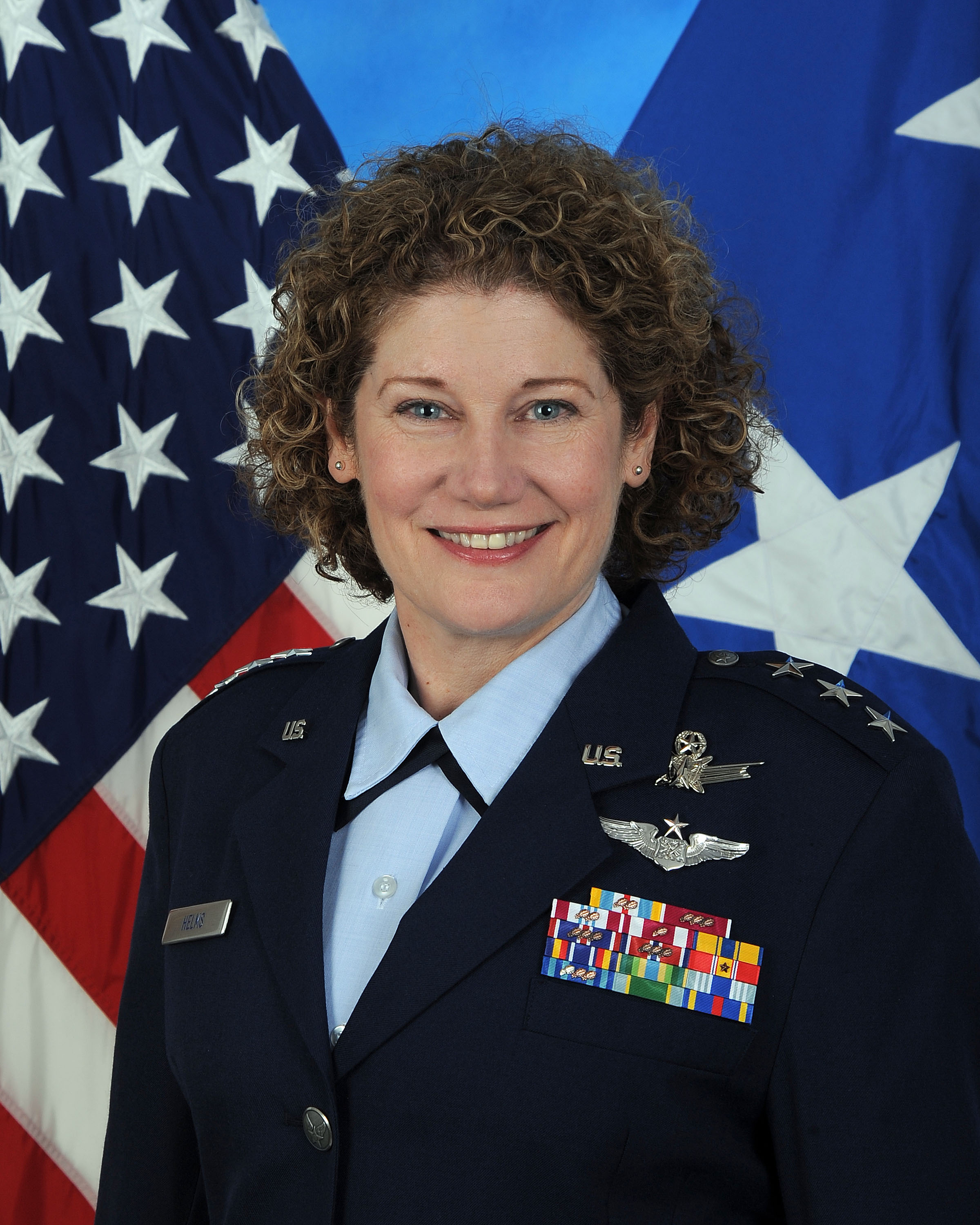
Generał dywizji Susan Helms

Susan Jane Helms (ur. 26 lutego 1958 w Charlotte) – amerykańska astronautka, inżynier, generał porucznik (Lieutenant General) Sił Powietrznych Stanów Zjednoczonych. Była członkinią czterech misji wahadłowców kosmicznych oraz stałą załogantką Międzynarodowej Stacji Kosmicznej (ISS) przez ponad pięć miesięcy w 2001. W czasie pobytu na ISS odbyła wraz z Jimem Vossem, najdłuższy do dzisiaj spacer kosmiczny (8 godzin 56 minut).

## Loty kosmiczne
17 stycznia 1990 została zakwalifikowana do 13. grupy astronautów NASA (NASA-13). Pierwszy raz poleciała w kosmos z misją STS-54 w 1993. Potem brała jeszcze udział w misjach: STS-64 (1994), STS-78 (1996), STS-101 (2000), była również członkinią drugiej stałej załogi ISS (2001). Łącznie przebywała w kosmosie 5063 godziny, w tym 8 godzin 56 minut w otwartej przestrzeni kosmicznej (rekord świata w długości jednorazowego spaceru kosmicznego.
- STS-54 (Endeavour)

Po raz pierwszy wystartowała w kosmos 13 stycznia 1993 na pokładzie wahadłowca Endeavour w charakterze specjalisty misji (MS-3). Razem z nią w locie STS-54 uczestniczyli również: John Casper (dowódca), Donald McMonagle (pilot), Mario Runco (MS-1) i Gregory Harbaugh (MS-2).
- STS-64 (Discovery)

9 września 1994 wystartowała do misji STS-64 na pokładzie wahadłowca Discovery. Pełniła funkcję specjalisty misji (MS-2). Razem z nią w kosmos polecieli: Richard Richards (dowódca), L. Blaine Hammond (pilot), Jerry Linenger (MS-1), Carl Meade (MS-3) i Mark C. Lee (MS-3).
- STS-78 (Columbia)

Trzeci lot w kosmos Helms odbyła w dniach od 20 czerwca do 7 lipca [1996. Była inżynierem lotu podczas misji STS-78. Udział w niej wzięli również: Terence Henricks (dowódca), Kevin Kregel (pilot), Richard Linnehan (MS), Charles Brady (MS), Jean-Jacques Favier (specjalista ładunku) i Robert Brent Thirsk (specjalista ładunku).
- STS-101 (Atlantis)

29 maja 2000 wystartowała do misji STS-101 na pokładzie wahadłowca Atlantis. Pełniła funkcję specjalisty misji (MS). Razem z nią w kosmos polecieli: James Halsell (dowódca), Scott Horowitz (pilot), Mary Weber (MS), Jeffrey Williams (MS), James Voss (MS), Jurij Usaczow (MS).
- STS-102 (Discovery)/Ekspedycja 2/STS-105 (Discovery)

8 marca 2001 na pokładzie wahadłowca Discovery (misja STS-102) wystartowała w kierunku stacji ISS. Helms podczas lotu promu pełniła funkcję inżyniera lotu. Razem z nią w kosmos polecieli: James Wetherbee (dowódca), James Kelly (pilot), Andrew S.W. Thomas (MS), Paul W. Richards (MS), Jurij Usaczow (dowódca ISS) i James Voss (inżynier pokładowy ISS). Dwaj ostatni razem z Helms stanowili ponadto drugą stałą załogę Międzynarodowej Stacji Kosmicznej. 10 marca wahadłowiec Discovery połączył się z ISS. Po prawie dziewięciu dniach wspólnego lotu – 19 marca prom odłączył się od stacji. Na Ziemię powrócili wówczas William Shepherd, Jurij Gidzenko i Siergiej Krikalow, czyli załoga Ekspedycji 1. Helms pozostała na ISS na ponad pięć miesięcy w charakterze oficera naukowego. Powróciła na Ziemię 22 sierpnia 2001 razem z załogą wahadłowca Discovery (misja STS-105).

## Odznaczenia i nagrody
- Master Missile Badge
- Air Force Senior Astronaut Badge
- Defense Superior Service Medal – trzykrotnie
- Legia Zasługi – czterokrotnie
- Defense Meritorious Service Medal – trzykrotnie
- Meritorious Service Medal – dwukrotnie
- Air Force Commendation Medal
- Air Force Outstanding Unit Award – czterokrotnie
- Organizational Excellence Award – czterokrotnie
- National Defense Service Medal – dwukrotnie
- Global War on Terrorism Service Medal
- Armed Forces Service Medal
- Air Force Overseas Long Tour Service Ribbon
- Air Force Longevity Service Award – czterokrotnie
- Small Arms Expert Marksmanship Ribbon
- Air Force Training Ribbon
- NASA Distinguished Service Medal
- NASA Outstanding Leadership Medal
- NASA Space Flight Medal – pięciokrotnie
- Medal „Za zasługi w podboju kosmosu” (nadany dekretem prezydenta Federacji Rosyjskiej Dmitrija Miedwiediewa, Nr 437 z 12 kwietnia 2011)[2]
- Wprowadzenie do Panteonu Sławy Astronautów Stanów Zjednoczonych (United States Astronaut Hall of Fame) (2011)
- Universal Astronaut Insignia za lot orbitalny (nr 285) – Stowarzyszenie Uczestników Lotów Kosmicznych (Association of Space Explorers(inne języki))[3]

## Wykaz lotów
| Loty kosmiczne, w których uczestniczyła Susan J. Helms                    | Loty kosmiczne, w których uczestniczyła Susan J. Helms | Loty kosmiczne, w których uczestniczyła Susan J. Helms | Loty kosmiczne, w których uczestniczyła Susan J. Helms | Loty kosmiczne, w których uczestniczyła Susan J. Helms | Loty kosmiczne, w których uczestniczyła Susan J. Helms | Loty kosmiczne, w których uczestniczyła Susan J. Helms |
| Nr                                                                        | Data startu                                            | Statek kosmiczny                                       | Data lądowania                                         | Statek kosmiczny                                       | Funkcja                                                | Czas trwania                                           |
| ------------------------------------------------------------------------- | ------------------------------------------------------ | ------------------------------------------------------ | ------------------------------------------------------ | ------------------------------------------------------ | ------------------------------------------------------ | ------------------------------------------------------ |
| 1                                                                         | 13 stycznia 1993 13:59:30                              | STS-54 Endeavour F-3                                   | 19 stycznia 1993 13:37:47                              | STS-54 Endeavour F-3                                   | Specjalista misji (MS-3)                               | 5 dni 23 godziny 38 minut i 17 sekund                  |
| 2                                                                         | 9 września 1994 22:22:55                               | STS-64 Discovery F-19                                  | 20 września 1994 21:12:51                              | STS-64 Discovery F-19                                  | Specjalista misji (MS-2)                               | 10 dni 22 godziny 49 minut i 56 sekund                 |
| 3                                                                         | 20 czerwca 1996 14:49:00                               | STS-78 Columbia F-20                                   | 7 lipca 1996 12:36:34                                  | STS-78 Columbia F-20                                   | Specjalista misji (MS-2)                               | 16 dni 21 godzin 47 minut i 34 sekundy                 |
| 4                                                                         | 19 maja 2000 10:11:10                                  | STS-101 Atlantis F-21                                  | 29 maja 2000 06:20:18                                  | STS-101 Atlantis F-21                                  | Specjalista misji (MS-4)                               | 9 dni 20 godzin 9 minut i 8 sekund                     |
| 5                                                                         | 8 marca 2001 11:42:09                                  | STS-102 Discovery F-29                                 | 22 sierpnia 2001 18:22:58                              | STS-105 Discovery F-30                                 | Inżynier pokładowy                                     | 167 dni 6 godzin 40 minut i 49 sekund                  |
| Łączny czas spędzony w kosmosie – 210 dni 23 godziny 5 minut i 44 sekundy |                                                        |                                                        |                                                        |                                                        |                                                        |                                                        |